# Alexander Van der Bellen
Alexander Van der Bellen (AFI: [alɛˈksandɐ fan deːɐ̯ ˈbɛlən]; Vienna, 18 gennaio 1944) è un politico ed economista austriaco, esponente dei Verdi e  Presidente della Repubblica Austriaca a partire dal 26 gennaio 2017.

## Biografia
Van der Bellen è nato a Vienna nel 1944, da padre russo nobile di origine olandese e madre estone, entrambi profughi a seguito dell'invasione dell'Estonia da parte dell'Unione Sovietica avvenuta nel 1940.  Egli stesso si è descritto come "figlio di profughi".
Nel 1958 ha ottenuto la cittadinanza austriaca e nel 1962 si è diplomato presso il liceo umanistico "Akademisches Gymnasium" di Innsbruck. Ha studiato economia presso l'Università di Innsbruck, dove conseguì il dottorato nel 1970. Dal 1968 al 1970 ha lavorato come assistente presso l'Istituto di Economia Pubblica di Innsbruck e nel 1972-1974 presso l'Istituto Internazionale di Management di Berlino. Ha conseguito l'abilitazione in scienze finanziarie nel 1975 e nel 1976 è nominato professore straordinario presso l'università di Innsbruck, dove rimase fino al 1980, quando divenne professore presso l'Università di Vienna.

## Carriera politica
Già membro del partito Socialdemocratico, Van der Bellen fu eletto nel Consiglio nazionale austriaco per il partito dei Verdi nel 1994. Nel 1997 è diventato il loro portavoce federale e nel 1999 presidente del gruppo parlamentare dei Verdi nel Consiglio nazionale, dalla cui carica si dimette a seguito della dura sconfitta del partito nelle elezioni parlamentari del 2008. Nel 2010 è diventato assessore della città di Vienna per l'università e la ricerca. Nel 2012 ha lasciato il Parlamento, per entrare poi nel consiglio comunale di Vienna.
Nel 2016 si è candidato alle elezioni presidenziali d'Austria come indipendente, nonostante il partito dei Verdi abbia dato piena fiducia e supporto alla sua candidatura. Al primo turno del 24 aprile ha ottenuto il 21,3% dei voti sfidando poi al ballottaggio Norbert Hofer candidato del partito della Libertà austriaco, sconfiggendolo il 22 maggio con un margine minimo, ballottaggio però annullato per irregolarità nella conta dei voti.
Il 4 dicembre 2016 vince anche la ripetizione del ballottaggio con il 53,8% delle preferenze, battendo il suo sfidante, Norbert Hofer, fermo al 46,2%..
Alle elezioni presidenziali del 2022 si ricandida per un secondo mandato, ottenendo il 56,69% dei voti. Viene, per questo, riconfermato Presidente della Repubblica.

## Vita privata
Si è sposato in prime nozze con Brigitte Hüttner, dalla quale ha avuto due figli. In seguito si è sposato con Doris Schmidauer, ora baronessa Doris Van der Bellen. Vive tra Vienna e il Tirolo.

## Militanza massonica
Van der Bellen ha ammesso, in un'intervista del 2008, di essersi affiliato ad una loggia massonica di Innsbruck all'inizio degli anni '70 e di essere stato attivo nella Massoneria per almeno un decennio, prima di mettersi "in sonno" a metà degli anni '80.

### Onorificenze austriache

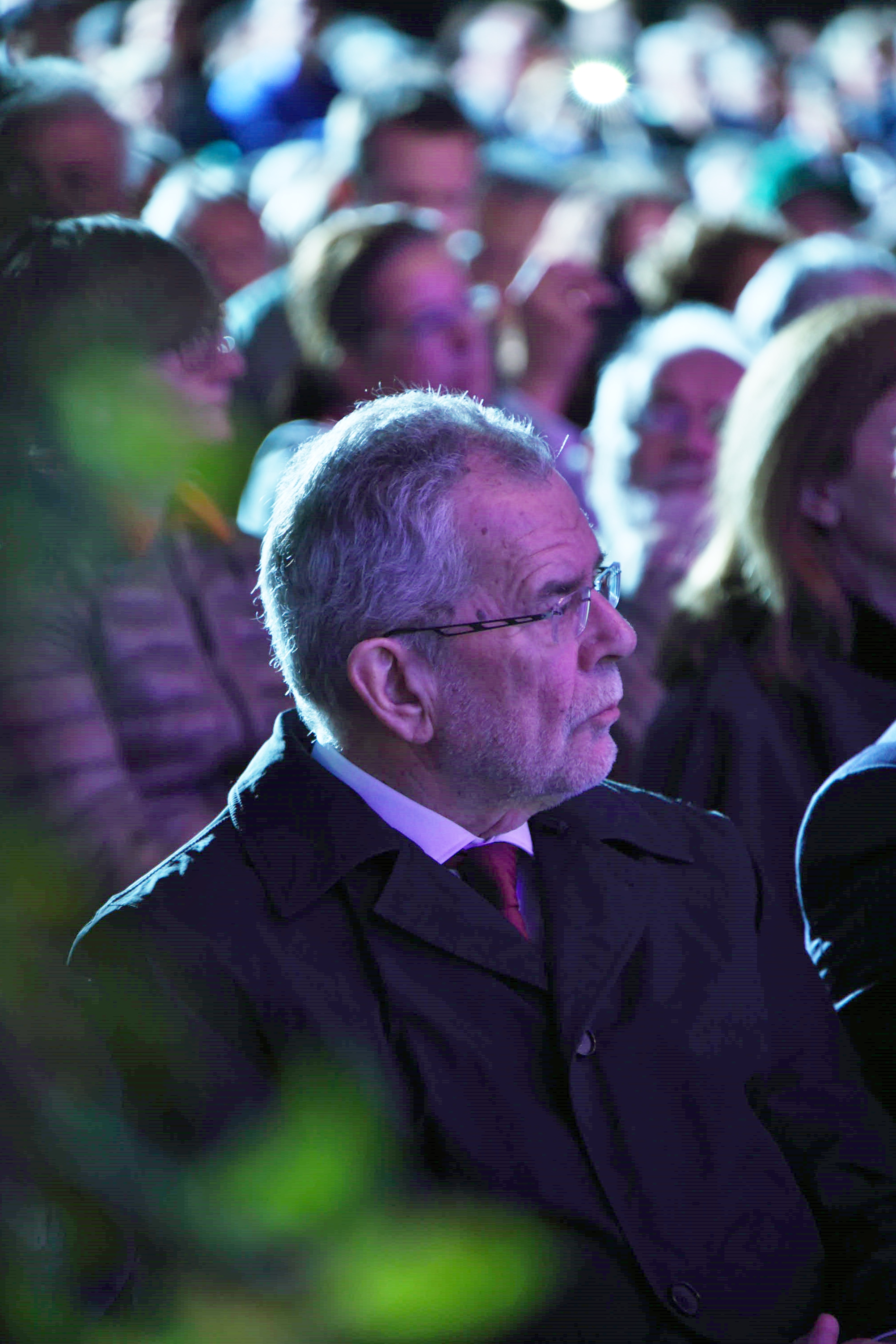
Alla cerimonia della fine del regime nazista dell'8 maggio 2016, a Vienna